# Pierre Adrian
Pierre Adrian (n. 29 de junio de 1991) es un escritor francés. Galardonado en 2016 con el premio Deux Magots y el premio François Mauriac de la Academia Francesa, en 2017 recibió el premio Roger Nimier por su novela Des âmes simples.

## Biografía
Pierre Adrian ha crecido en región parisiense y vive en Normandía. Después de los estudios de historia y de periodismo, escribió su primer libro, La Pista Pasolini, en 2015, publicado por éditions des Équateurs.
Publicó su segundo libro, Des âmes simples, en enero de 2017 bajo el mismo sello. El libro obtuvo el  premio Roger Nimier en octubre de 2017.
En enero de 2018, Pierre Adrian reeditó el libro L'Inconnu me dévore, del poeta Xavier Grall. 
En mayo de 2018, en colaboración con Philibert Humm, Pierre Adrian publicó Le Tour de la France par deux enfants d'aujourd'hui. El libro fue galardonado con el premio Lamartine.

## Obras
- La Piste Pasolini, éditions des Équateurs, 2015.
- Des âmes simples, éditions des Équateurs, 2017.
- L'Inconnu me dévore, Xavier Grall, préface de Pierre Adrian, éditions des Équateurs, 2018.
- Le Tour de la France par deux enfants d'aujourd'hui, éditions des Équateurs, 2018, en collaboration avec Philibert Humm.[10]